# أو ها يونغ
اوه ها يونغ ((هانغل: 오하영) مواليد 7/19/1996) وهي مغنية، ممثلة، راقصة ومغنية راب. وهي أصغر عضوة في مجموعة الفتيات الكورية اي بينك التي أنشأتها شركة كيوب إنترتينمنت وهي ماكني الفرقة.

## السيرة الذاتية
ولدت ها يونغ في 19 يوليو 1996، سيئول,كوريا الجنوبية. حضرت حضانة وون هيونج ، مدرسة شين وول الابتدائية، ومدرسة شين وول إعدادية، وقد تخرجت في 3 فبراير، 2012. هي متخرجة من مدرسة سيول الثانوية للفنون المسرحية .
تحب ها يونغ العاب الفيديو. كان أول دور لها في التمثيل في مسلسل (find her) الذي عرض عام 2017.صديقتها المقربة في فرقة اي بينك هي يون بومي. هايونغ تجيد اللغة الكورية واليابانيةوالإنجليزية.

## روابط خارجية
- أو ها يونغ على موقع IMDb (الإنجليزية)
- أو ها يونغ على موقع ميوزك برينز (الإنجليزية)
- أو ها يونغ على موقع قاعدة بيانات الفيلم (الإنجليزية)